# Charles-Auguste Martenot
Charles-Auguste Martenot est un ingénieur, maître de forges et homme politique français, né le 11 décembre 1827 à Ancy-le-Franc (Yonne) et décédé le 15 octobre 1900 à Commentry (Allier). 

## Carrière
Charles-Auguste Martenot est le fils de Charles Nicolas Martenot, maître de forges, maire de Commentry et conseiller général de l'Yonne, et d'Elisabeth Champy. Il est le neveu d'Auguste Martenot. Marié à Clémentine Quinette, petite-fille du baron Nicolas-Marie Quinette et du général-baron Guillaume François d'Aigremont, il est le beau-père du baron Paul Évain (fils du baron Jules Évain).
Diplômé de l'École des mines de Paris, il dirigea la Compagnie de Châtillon-Commentry. 
Il fut député de 1871 à 1876, inscrit au groupe bonapartiste de l'Appel au peuple et sénateur de l'Allier de 1876 à 1885. En 1871, il est maire et conseiller général de Commentry.